# Вулиця Машиністів (Львів)
Ву́лиця Машині́стів — вулиця в Залізничному районі Львова на Левандівці. З'єднує вулиці Повітряну та Кузнярівку. Нумерація будинків починається від Повітряної. З парного боку від Машиністів відходять вулиці Слюсарська та Алмазна. Вулиця асфальтована, хідників немає.

## Забудова
Вулиця названа 1957 року, з того часу не перейменовувалася. Забудова: радянський одно- і двоповерховий конструктивізм 1950-х років поліпшеного планування, одно- та двоповерхова житлова барачна забудова кінця 1950-х – початку 1960-х років, дво- і триповерхові житлові будинки 2000-х років.

## Галерея

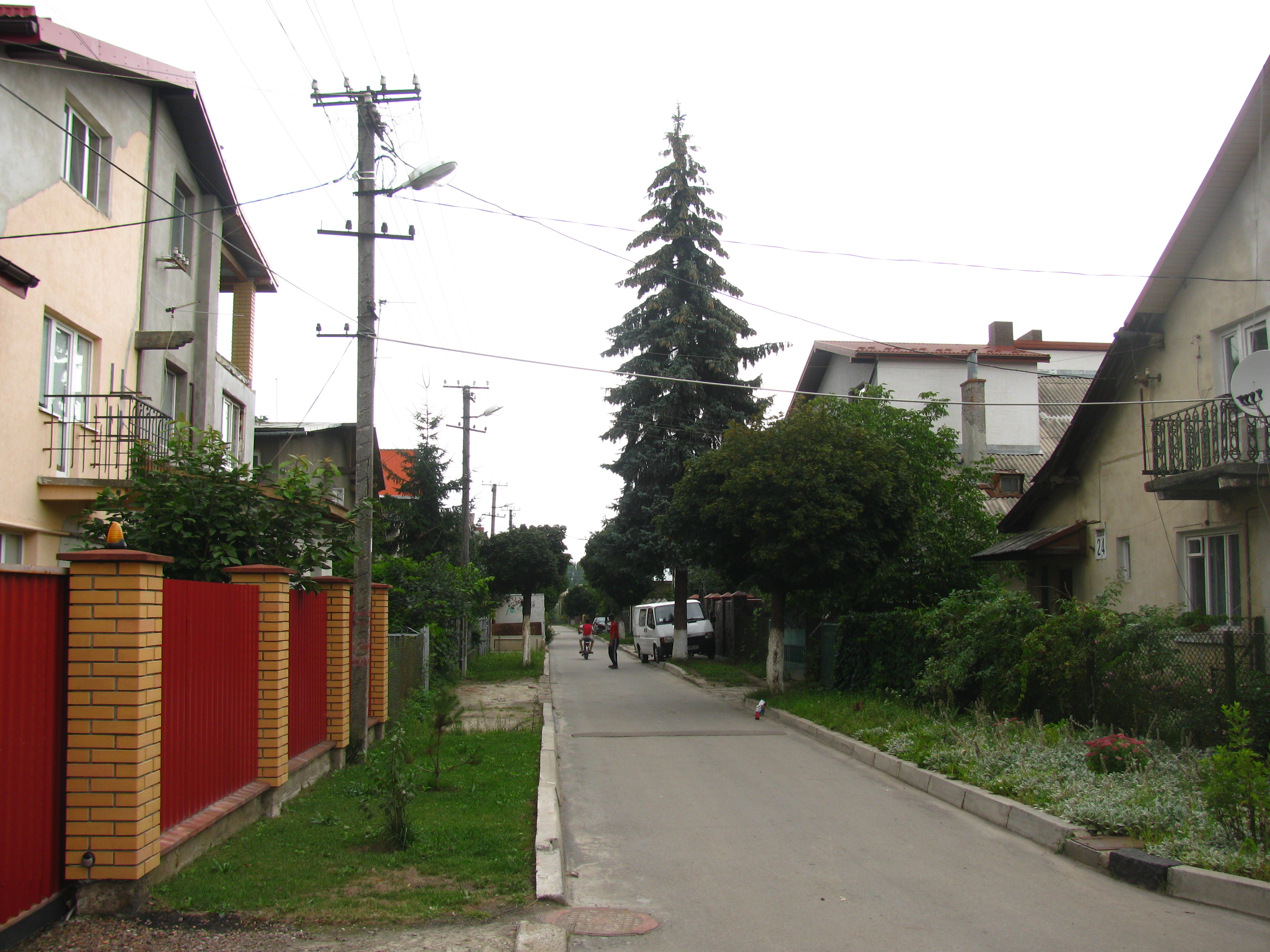
Середина вулиці (2012)